# Salim Kipkemboi
Salim Kipkemboi, né le 9 décembre 1998 à Eldoret, est un coureur cycliste kényan.

## Biographie
Salim Kipkemboi est originaire d'Eldoret. Durant sa jeunesse, il doit quotidiennement utiliser le vélo comme moyen de transport afin de transporter du bois, pour son métier de chauffeur. Il est repéré par la structure Kenyan Riders, avec laquelle il dispute ses premières compétitions cyclistes,. 
En 2017, il intègre l'équipe continentale allemande Bike Aid, en compagnie de ses compatriotes Geoffrey Langat et Suleiman Kangangi. Lors de la Tropicale Amissa Bongo, il se révèle à dix-huit ans en terminant septième d'une étape et vingt-deuxième du classement général. Il se classe ensuite septième du Tour Meles Zenawi (deuxième d'une étape) et deuxième du classement des jeunes du Sibiu Cycling Tour, remporté par Egan Bernal. 
En janvier 2018, il s'impose sur l'étape reine du Sharjah Tour, devant de nombreux coureurs professionnels ,.

## Palmarès
- 2016
  - Farmer´s Choice Race[6]
- 2018
  - 3e étape du Sharjah Tour
  - Gatamaiyu Forest Classic
  - Eddie Njoroge Memorial
- 2019
  - 4e étape du Tour de Machakos
  - 2e du Tour de Machakos
- 2021
  - Eddie Njoroge Memorial
  - Great Rift Valley Challenge

## Classements mondiaux
| Année                                 | 2017  | 2018 | 2019  | 2020 | 2021  |
| ------------------------------------- | ----- | ---- | ----- | ---- | ----- |
| Classement mondial                    | 2185e | 684e | 2621e | nc   | 1728e |
| UCI Asia Tour                         | nc    | 107e |       |      |       |
| UCI Africa Tour                       | 183e  | 85e  | 169e  | nc   | 84e   |
|                                       |       |      |       |      |       |
| Légende : nc = non classéSource : UCI |       |      |       |      |       |